# Sun Yat-sen
Sun Yat-sen (xinès: 孫逸仙)  (Cuiheng, 12 de novembre de 1866 - Hospital del Col·legi de Medicina de la Unió de Pequín, 12 de març de 1925) conegut habitualment a la Xina com a Sun Zhongshan (孫中山/孙中山), fou un estadista, líder revolucionari i polític xinès. És considerat el pare de la Xina moderna tant a la República Popular de la Xina, com a Taiwan.
Sun va tenir un paper fonamental com a impulsor del moviment republicà i l'enderrocament de la dinastia Qing, l'última dinastia imperial de la Xina. Sun fou el primer president provisional en fundar-se la República de la Xina (RX) el 1912, i posteriorment fou cofundador del KMT (Guomindang o Kuomintang, literalment 'Partit Popular Nacional de la Xina') del qual fou el primer líder. Sun aconseguí la unitat després de la caiguda de la Xina imperial, i continua sent un personatge reconegut entre els polítics xinesos del segle xx i és i ha estat àmpliament respectat a ambdues bandes de l'estret de Taiwan.
Encara que Sun és considerat un dels grans líders de la Xina moderna, la seva carrera política fou una lluita constant amb llargs períodes d'exili. Després de l'èxit de la revolució, ràpidament va perdre el poder en la recentment fundada República de la Xina, i encapçalà successius governs revolucionaris que desafiaren als senyors de la guerra que controlaven una gran part de la nació. Sun no arribà a veure com el seu partit consolidava el poder sobre el país durant l'expedició al Nord. El seu partit, que formà una fràgil aliança amb els comunistes, després de la seva mort es dividí en dues faccions, l'encapçalada per Chiang Kai-shek i la de Wang Jingwei. El principal llegat de Sun es concreta en el desenvolupament d'una filosofia política coneguda com els tres principis del poble (三民主義): nacionalisme, democràcia i benestar per al poble.

## Noms
El nom es pot llegir Sun Yatsen, en transcripció Wade-Gilles (segons la pronúncia cantonesa), o Sun Yixian en transcripció pinyin (segons la pronúncia en mandarí).
En la tradició xinesa no es pot parlar d'un nom "veritable"; fins ben entrat el segle xx, hi era habitual adoptar noms diferents al llarg de la vida. El més semblant a un "nom real" seria el nom amb què fou inscrit als registres genealògics de la seva família, el qual fou Sūn Démíng (孫德明). Aquest, l'anomenat "nom de registre" (譜名, pǔmíng), era el nom pel qual el coneixien els seus parents, i l'utilitzat en circumstàncies formals, com quan es va casar. El primer caràcter xinès del nom de pila, dé (德), és el caràcter de generació que compartia amb el seu germà i amb els seus parents del mateix nivell generacional. En la tradició xinesa, aquest nom no es feia servir fora del cercle familiar. De fet, a la Xina poques persones coneixen aquest nom de Sun Yat-sen. Altres personatges històrics, com Mao Zedong, no obstant això, sí que han passat a la història amb el seu nom de registre.
Aquest nom, no obstant això, no fou pas el que li posaren en néixer. A la Xina, era tradicional que les famílies esperessin un cert nombre d'anys abans de posar nom definitiu als seus fills. Mentrestant, es feia servir el "nom de llet" (乳名, rǔmíng), que s'assignava al nen en néixer, i que només era conegut per la família més immediata. Així, el nom que va rebre Sun Yat-sen en néixer fou Sūn Dìxiǎng (孫帝象), nom de connotacions religioses format pels caràcters 帝, dì, 'déu suprem' i 象, xiǎng 'elefant'. El terme "elefant" es diu que es deu a un somni que hauria tingut la mare de Sun Yat-sen abans del naixement del petit.
Als deu anys, en ingressar a l'escola del poble, li posaren un "nom d'escola" (學名, xuémíng). Aquest "nom d'escola" solia ser el nom principal de la persona, fins que aquesta es feia major i els joves l'havien d'anomenar pel nom de cortesia. El nom d'escola que posaren a Sun Yat-sen fou Wén (文), i així, com Sun Wen (孫文), fou conegut per la major part de la gent en la primera època de la seva vida, i el nom pel qual se'l va conèixer quan començà l'activitat revolucionària.
El 1883, a 17 anys, Sun Yat-sen va rebre el bateig cristià, i començà els estudis a Hong Kong. Amb motiu del seu bateig, adoptà un nou nom, nom de cortesia (號, hào) en la tradició xinesa, que era Rìxīn (日新, "Renovació Diària"). Suposadament, hauria pres aquest nom d'una citació del clàssic confucià El gran ensenyament (大學, dàxué). Aquest fou el nom que utilitzà en la seva època d'estudiant a Hong Kong.
Més endavant, el seu professor de literatura xinesa va escriure el seu nom com a Yìxiān (逸仙). Encara que en mandarí les pronunciacions de Rixin i Yixian són molt diferents, en cantonès ambdós tenen la mateixa pronunciació: Yat-sen. Aquesta pronunciació cantonesa del seu nom era l'habitual quan es feu conèixer entre occidentals, la qual cosa fixà el seu nom a Occident com a Sun Yat-sen. Curiosament, a la Xina ningú el coneix avui dia com a Sun Yixian, ni Sun Rixin, ni tampoc Sun Yat-sen en cantonès. Més endavant, Sun Yat-sen trià un nom de cortesia (字, zì): Zǎizhī (載之). Aquest nom estaria basat en el seu nom d'escola, Wen, a partir d'una dita tradicional xinesa que vinculava els dos conceptes. Aquest nom de cortesia l'utilitzà poc, i tot just si és conegut.
En 1897, Sun Yat-sen va arribar al Japó. En enregistrar-se a l'hotel en el qual s'allotjava, un amic seu el va registrar amb el cognom japonès Nakayama (中山) per a ocultar la seva identitat, ja la policia japonesa el cercava. Aparentment, el seu amic xinès s'hauria fixat, de camí a l'hotel, en el rètol que penjava del Palau del marquès de Nakayama, prop del Parc Hibiya a Tòquio. A partir d'aquest moment, i durant tota la seva estada al Japó, Sun Yat-sen seria conegut com el senyor Nakayama. Els caràcters Nakayama es pronuncien Zhōngshān en xinès mandarí, i aquest seria el seu nom entre els republicans xinesos després de la caiguda de la dinastia Qing. Curiosament, aquest nom, Nakayama/Zhongshan, havia estat utilitzat com a cognom al Japó, però a la Xina, Sun Yat-sen va passar a utilitzar-lo com a nom propi al costat del seu cognom autèntic Sun. Així, es va convertir per a tots els xinesos de les generacions futures en Sun Zhongshan. Zhongshan significa "muntanya central", i no és un nom xinès habitual, la qual cosa li dona un caràcter molt especial com a nom únic, i amb el simbolisme afegit del seu significat de "muntanya central", que evoca el seu paper com a pilar en la fundació de la nova Xina.
El 1940, el Guomindang o Partit Nacionalista Xinès, concedí a Sun Yat-sen a títol pòstum el nom de Guófù (國父, "Pare de la Pàtria"), nom utilitzat habitualment a Taiwan. A la República Popular de la Xina, en canvi, se'l coneix de vegades com a "Precursor de la Revolució" (革命先行者, Gémìng Xiānxíngzhě).
Sun Yat-sen utilitzà molts més noms durant l'època d'exili. S'ha dit que arribà a utilitzar fins a trenta noms diferents.

## Primers anys i formació

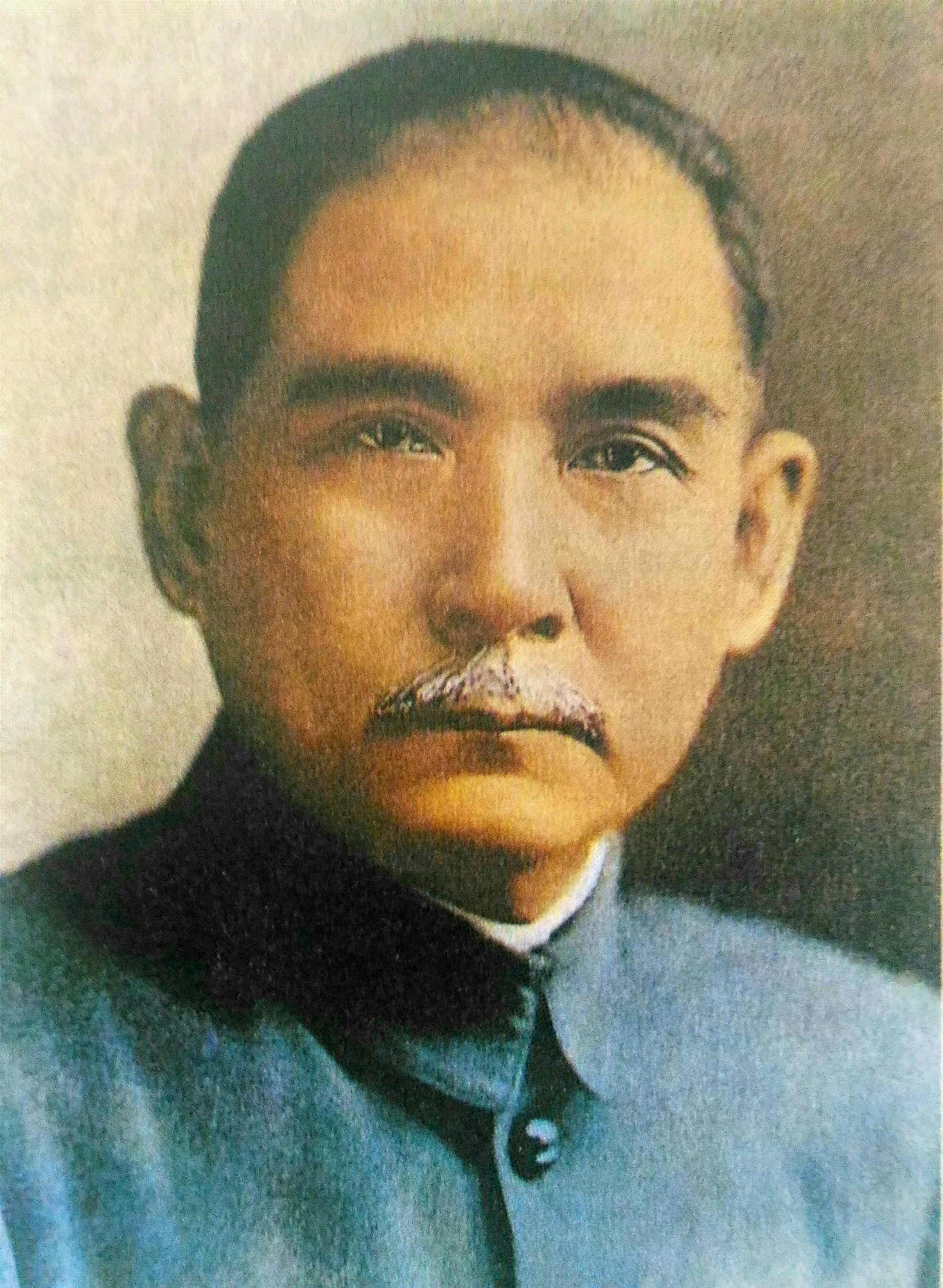
Sun Yat-sen, primer president de la República de la Xina i fundador del Guomindang

D'origen humil, Sun Yat-sen va néixer el 12 de novembre 1866 en el si d'una família cantonesa al poble de Cuiheng (翠亨), llavors en el districte de Xiangshan (香山), a la província de Guangdong; regnava la dinastia Qing. Era el tercer fill d'una família d'agricultors i a 6 anys ja pasturava vaques entre altres feines pròpies d'una granja. Sun va estudiar medicina a Honolulu i a Hong Kong. Posteriorment es va convertir al cristianisme protestant.
A 10 anys, Sun Yat-sen, va començar a anar a l'escola. És també en aquest moment de la seva vida on va conèixer el seu gran amic de la infantesa, Lu Hao-tung. A 13 anys, l'any 1878, després d'anar un parell d'anys a una escola local, Sun va anar a viure amb el seu germà gran, Sun Mei (孙 眉) que residia a Honolulu.
Després, Sun Yat-sen va estudiar a l'Escola de Iolani on va aprendre anglès, història del Regne Unit, matemàtiques, ciències i cristianisme. Quan arribà era incapaç de parlar gens en anglès; però Sun Yat-sen va aprendre la nova llengua amb tanta rapidesa que va rebre un premi del rei David Kalakaua, ja que es considerava un èxit excepcional. Sun es matriculà a l'Oahu College (actualment, Punahou School) per a estudiar durant un semestre. Aviat, el 1883, fou enviat de retorn a casa a la Xina, ja que el seu germà temia que s'estigués convertint al cristianisme.
Quan va tornar a casa, el 1883, Sun es va reunir amb el seu amic de la infància Lu Hao-tung (北极 殿), i es trobaren a Beijidian, un temple que hi ha al poble de Cuiheng. Van veure molts vilatans que en el temple adoraven al Beiji (literalment "Pol Nord") o Emperador-Déu, i no estaven satisfets amb els seus mètodes de curació ancestrals. Sun va trencar l'estàtua, va provocar la ira dels vilatans i va haver d'escapar cap a Hong Kong.
A partir d'aquest moment, Sun va estudiar medicina a l'Hospital de Guangzhou Boji on hi havia el missioner cristià John G. Kerr. En última instància, va obtenir la llicència de la pràctica cristiana com un doctor en medicina per la Universitat de medicina per a la Xina de Hong Kong (precursora de la Universitat de Hong Kong) el 1892. Cal destacar que va ser un dels dos primers graduats. Va portar a terme un matrimoni pactat amb una companya també pagesa, Lu Muzhir, que tenia vint anys. Van tenir un fill, Sun Fo, i dues filles, Sun-Jin i Sun Yan Wan Jin.
Sun va ser batejat més tard a Hong Kong per un missioner nord-americà de l'Església Congregacional dels Estats Units; li va arribar el menyspreu del seu germà. El capellà també va desenvolupar una bona amistat amb Sun. Sun impulsava una revolució similar a la missió salvadora de l'església cristiana. La seva conversió al cristianisme estava relacionada amb els seus ideals revolucionaris i l'empentava a seguir avançant.

## La transformació en un revolucionari

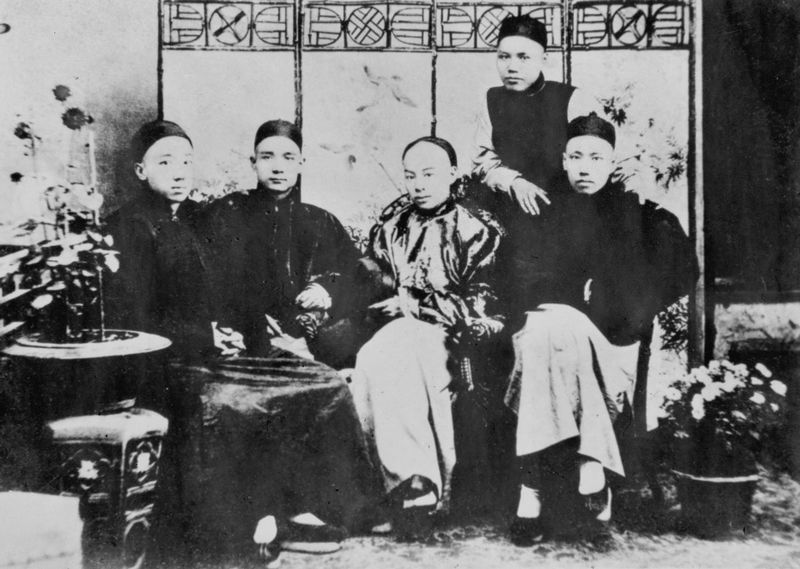
Fotografia de Sun Yat-sen i els seus amics, anomenats el "Si Da Kou" (Els quatre bandits, 四大 寇) a la Facultat de Medicina per a la Xina de Hong Kong. De d'esquerra a dreta: Heling Yang, Sun Yat-sen, Shaobai Chen i You Lie. L'únic dret és Guan Jingliang.

Durant i després de la revolta de la dinastia Qing, Sun era un líder dins Tiandihui, una societat secreta que va arribar a estar associada amb el sorgiment de grups de la tríada. Les seves activitats a Tiandihui provocaren en gran part el mal d'esquena de Sun. El seu protegit, Chiang Kai-shek, va ser també membre de Tiandihui.
Sun, que cada cop sentia més frustració amb la posició conservadora del govern Qing, amb la seva negativa a adoptar el coneixement de les nacions occidentals més avançades tecnològicament; arribat en aquest punt va renunciar a la pràctica mèdica per tal de dedicar el seu temps a la transformació de la Xina. Al principi, Sun es va alinear amb els reformistes i Kang Youwei i Liang Qichao que volien transformar la Xina en una monarquia constitucional a l'estil occidental. El 1894, Sun va escriure una llarga carta a Li Hongzhang, el governador general de Zhili i un reformador en la cort, amb suggeriments sobre com enfortir la Xina, però va ser rebutjat. Com que Sun mai no havia estat educat en els clàssics, la noblesa no acceptava Sun dins els seus cercles. A partir de llavors, Sun va començar a lluitar per l'abolició de la monarquia i l'establiment d'una república.
Sun va anar a Hawaii a l'octubre de 1894 i fundà a Honolulu la Societat per a la Regeneració de la Xina (興中會, xīngzhōnghuì) que tenia com a objectiu promoure el renaixement polític de la Xina i fomentar les activitats revolucionàries contra la dinastia Qing per a instaurar un govern democràtic en el seu país. Els seus membres procedien principalment d'expatriats cantonesos i de les classes socials més baixes. Va participar en l'aixecament de Guangzhou el setembre de 1895, temptativa de cop d'estat fallida per la qual va haver d'escapar al Japó. Va passar nombrosos anys en l'exili al Japó, Europa, els Estats Units i el Canadà. A Londres va ser segrestat l'11 d'octubre de 1896 per membres de l'ambaixada imperial xinesa, però va aconseguir ser posat en llibertat, i es va fer conèixer al Regne Unit com capdavanter revolucionari xinès.
Al març de 1904, Sun Yat-sen obtingué un certificat de naixement de Hawaii, emesa pel Territori de Hawaii, que indica que va néixer el 24 de novembre de 1870 a Kula, Maui. Segons Lee Yun-ping, president de la societat històrica de la Xina, Sun necessitava aquest certificat per entrar als Estats Units en un moment en què la Chinese Exclusion Act (Estats Units d'Amèrica) de 1882, redactada d'una altra manera, no li ho permetria. Però en el seu primer intent d'entrar als EUA, va ser detingut encara. Fou rescatat després de 17 dies.
La dinastia Qing classificava els revolucionaris com Sun Yat-sen com a bandits. Sun Yat-sen va elogiar els anti-manxús bòxers durant la Rebel·lió dels bòxers per la seva lluita contra l'imperialisme occidental. Va dir que els bòxers van ser valents i sense por, la lluita a mort contra els exèrcits occidentals; el Dr. Sun va citar específicament la batalla de Yangcun en el seu enfrontament conta l'aliança de les Vuit Nacions.

## De l'exili a l'aixecament de Wuchang

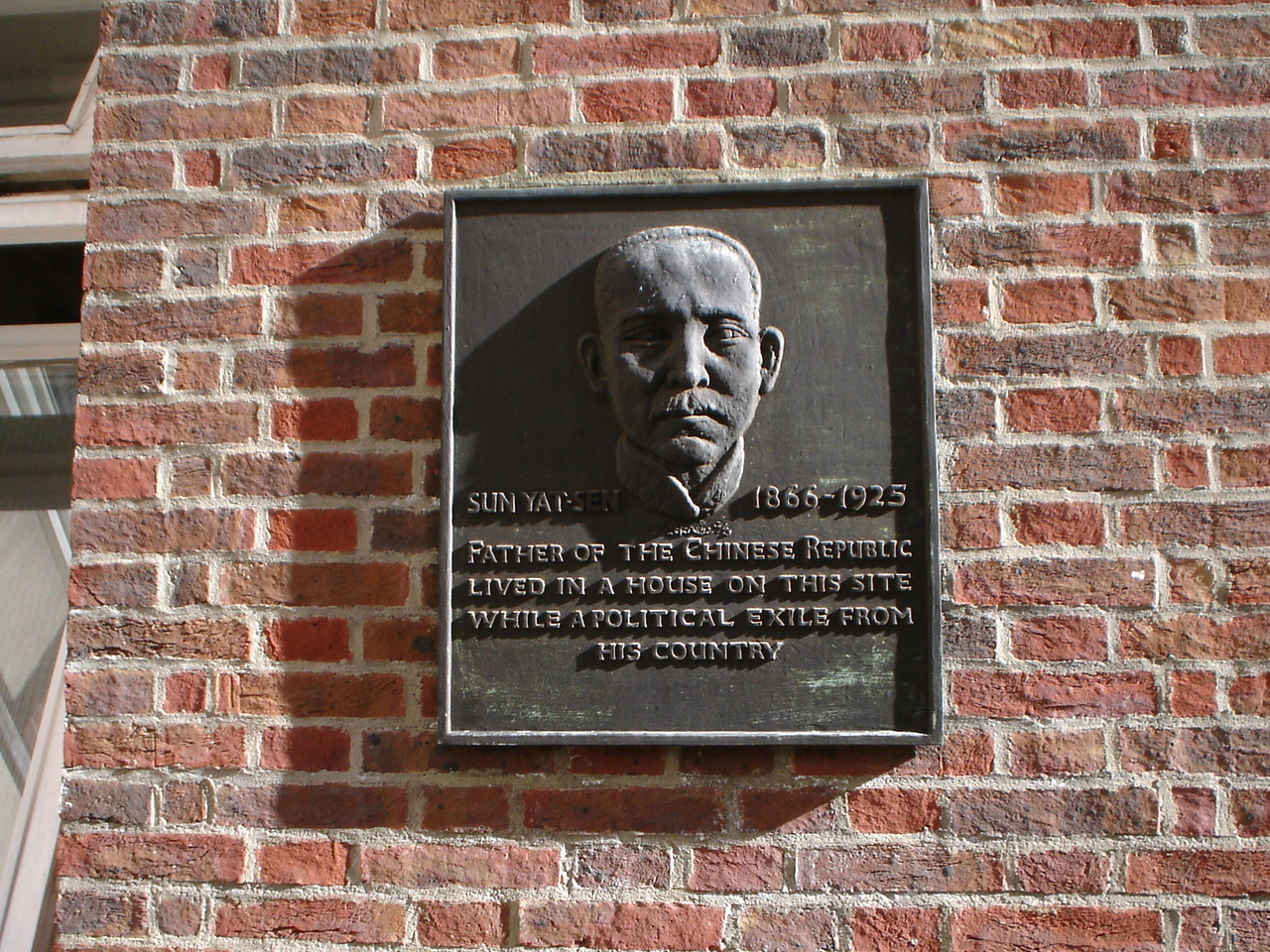
Placa commemorativa a Londres que marca la casa en què Sun Yat-sen va viure durant el seu exili

El 1895 un cop d'estat va fracassar i alguns dels seus seguidors van ser executats. Durant els següents setze anys Sun fou un exiliat que estigué per Europa, Estats Units, Canadà i Japó, tot recaptant diners per al seu partit revolucionari i finançant els aixecaments a la Xina. El 1896 va ser detingut a la Legació de la Xina a Londres, on els diplomàtics planejaren de matar-lo. Va ser posat en llibertat després de dotze dies gràcies als esforços de James Cantlie, The Times i el Ministeri d'Afers Exteriors, mostrant Sun com un heroi a la Gran Bretanya. Contràriament a les llegendes populars, Sun va entrar a la Legació de forma voluntària, però li ho van impedir. La Legació preveia executar-lo abans de lliurar el seu cos a Beijing per la decapitació ritual. A Cantlie, el seu antic mestre, se li va negar un recurs d'habeas corpus a causa de la immunitat diplomàtica de la Legació, però va començar una campanya a través deThe Times. El Ministeri de Relacions Exteriors va convèncer la Legació d'alliberar Sun a través de canals diplomàtics.
Sun Yat-sen, va viure al Japó prop de deu anys; allà va fer amistat i aconseguí ajuda financera d'un revolucionari democràtic del Japó, Miyazaki Toten (1871-1922). Al Japó, se'l coneixia com a Nakayama Shō (kanji: 中山 樵, 'Mitja muntanya llenyataire'). La majoria de japonesos que va treballar activament amb Sun van ser motivats per la por de l'imperialisme occidental. El 1905 es va unir a les forces revolucionàries d'estudiants xinesos al Japó i fundà a Tòquio la Societat de l'Aliança (同盟會, tóngménghuì); des d'allà va impulsar nombrosos intents d'aixecaments a la Xina i aviat en va esdevenir el seu líder. Aquesta societat seria l'embrió del qual naixeria el 1911 el Guomindang o Partit Nacionalista Xinès.
Miyazaki va escriure una sèrie d'articles per a diaris com el The Times, de circulació nacional Asahi sobre Sun Yat-sen i els seus esforços revolucionaris a la Xina sota el títol "El somni de 33 anys". Al Japó, també es va reunir i es va fer amic de Mariano Ponce, un diplomàtic de la Primera República de les Filipines. Sun també va donar suport a la causa de la independència de les Filipines i fins i tot va subministrar l'exèrcit filipí amb armes de foc. Sun Yat-sen, finalment va sortir del Japó i se'n va anar als Estats Units.

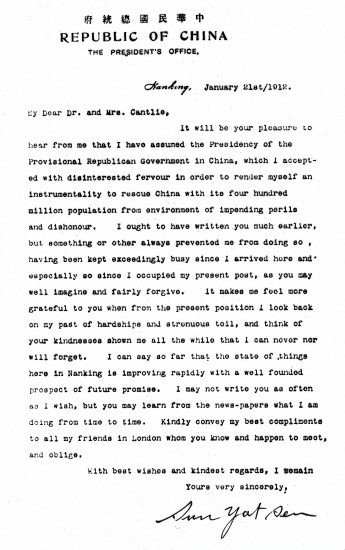
Carta de Sun Yat-sen a James Cantlie anunciant al que ell ha assumit la Presidència del Govern provisional republicà de la Xina. Amb data del 21 de gener de 1912.

El 10 d'octubre de 1911, hi hagué l'aixecament militar a Wuchang, revolta revolucionària a Wuhan, província de Hubei. Sun no hi va tenir cap participació directa, ja que en aquest moment Sun estava encara a l'exili i Huang Xing era el que estava al càrrec de la revolució; la revolta va iniciar un procés que va posar fi a més de dos mil anys de dinasties imperials a la Xina. Sun, que es trobava prop de Denver (Estats Units), quan pels informes de premsa es va assabentar de l'èxit de la revolta contra l'emperador Qing, va tornar a la Xina immediatament. Més tard, el 29 de desembre de 1911, en una reunió de representants de les províncies a Nanjing elegiren Sun com a president provisional de la nova República de la Xina i establiren el 1r de gener de 1912 com el primer dia del primer any de la República. Aquest sistema de calendari repúblicà encara es fa servir avui dia a Taiwan.

## Darrers anys
El govern provisional de Nanjing controlava tot just una part reduïda del país. Sun va arribar a un acord amb Yuan Shikai perquè aquest, que controlava l'exèrcit al nord de la Xina, enderroqués finalment l'emperador Pu Yi, que encara no havia admès la fi del seu poder. Sun va permetre a Yuan Shikai convertir-se en president de la República. El 1913, Sun Yat-sen va intentar apartar a Yuan Shikai del poder, sense èxit, la qual cosa el va dur a un nou exili al Japó.
El 1915, al Japó, es va casar per segon cop amb Song Qingling, i posteriorment es va oposar a les Vint-i-una Demandes japoneses. El 1917 va tornar a la Xina i es va establir a Guangzhou, on va ser nomenat president d'un autoproclamat Govern Nacional. Allí va fundar l'Acadèmia Militar Whampoa, dirigida per Chiang Kai-shek, des d'on va intentar organitzar un exèrcit per a conquistar el nord de la Xina, en poder de Yuan Shikai. Va organitzar el Guomindang com un partit d'estil leninista, malgrat no ser comunista, la qual cosa li va valer el suport de la Komintern, i va propiciar el primer Front Unit dels nacionalistes del Guomindang amb el recentment creat Partit Comunista Xinès. El 12 de març de 1925, Sun Yat-sen, a 60 anys, malalt de càncer, va morir poc després d'arribar a Pequín, on es dirigiria per a iniciar negociacions amb els dirigents del nord de la Xina per a assolir la reunificació nacional.
Després de la seva mort, Chiang Kai-shek va esdevenir el líder del Guomindang. El 1926 aquest va llançar l'expedició del Nord per a conquistar el nord de la Xina. El 1927 va traslladar el Govern de Guangzhou a Wuhan, i el 1928 establí la capital de la República a la ciutat de Nanjing, la "capital del sud", complint els desitjos de Sun Yat-sen. Des de llavors, a Nanjing es troba el Mausoleu de Sun Yat-sen, on està enterrat. El 27 d'abril de 2005, el llavors president del Guomindang a Taiwan, Lien Chan, amb motiu del seu viatge històric al continent, va visitar el mausoleu de Nanjing per a retre homenatge al fundador del seu partit.

## Doctrina política
La seva doctrina, de caràcter nacionalista, es desenvolupa en la política dels Tres Principis del Poble, que consisteix en el nacionalisme, la democràcia i el benestar del poble. Utilitzant aquests principis com base ideològica, Sun pretenia fer de la Xina un país lliure, pròsper i fort. S'ha dit que els Tres Principis del Poble mostren influències de la política democràtica del president nord-americà Abraham Lincoln, encara que també té postulats de caràcter socialista, similars als quals van inspirar el desenvolupament del comunisme xinès de Mao Zedong. Aquests principis s'apliquen actualment en la Constitució de la República de la Xina de 1947, que segueix vigent a Taiwan.

## Llegat

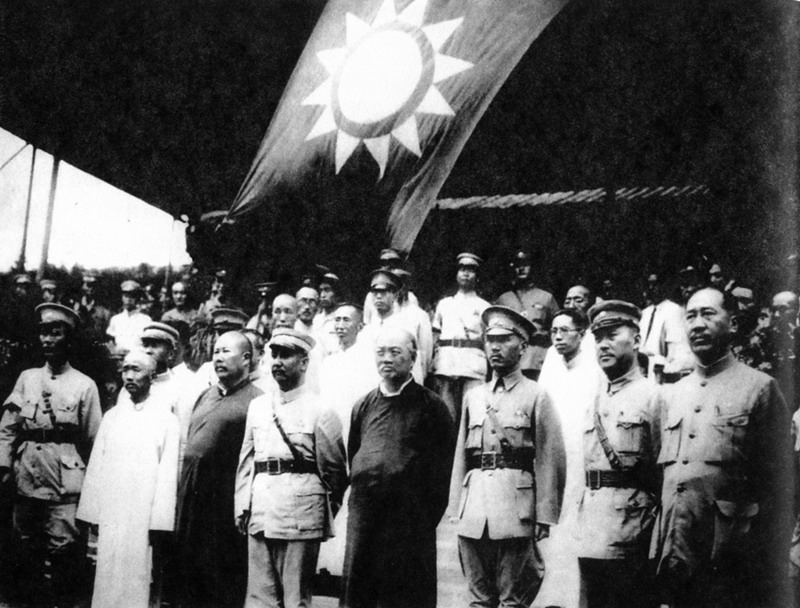
Els generals xinesos reten homenatge al mausoleu de Sun Yat-sen a Beijing el 1928 després de l'èxit de l'Expedició al Nord. De dreta a esquerra, són els generals Cheng Jin (何 成 浚), Zhang Zuobao (张 作 宝), Chen Diaoyuan (陈 调 元), Chiang Kai-shek, Woo Tsin-hang, Yan Xishan, Ma Fuxiang, Ma Sida (马 四 达), i Bai Chongxi

### Lluita pel poder
Després de la mort de Sun, una lluita de poder entre el seu jove protegit Chiang Kai-shek i el seu vell camarada revolucionari Wang Jingwei va dividir el KMT. El que estava en joc en aquesta lluita era el dret a reclamar el llegat de Sun. El 1927, Chiang Kai-shek, es va casar amb Soong Mei-ling, una de les germanes de Soong Ching-ling, la vídua de Sun, la qual cosa el va permetre defensar que era cunyat de Sun. Quan els comunistes i el Kuomintang es varen separar (massacre de Xangai) el 1927, marcant l'inici de la guerra civil xinesa, cada grup es va atribuir ser el seu veritable hereu, un conflicte que va continuar fins a la Segona Guerra Mundial. La seva vídua, Soong Ching-ling, va fer costat als comunistes durant la guerra civil i va servir des de 1949 fins a 1981 com a vicepresidenta de la República Popular de la Xina i com a presidenta d'honor, poc abans de morir el 1981.

### Culte a la personalitat
El culte a la personalitat a la República de la Xina s'ha centrat en Sun i el seu successor, el Generalíssim Chiang Kai-shek. Els generals xinesos musulmans i els imams van participar en aquest culte a la personalitat i el sistema unipartidista, amb el general musulmà Ma Bufang que va fer inclinar la gent cap al retrat de Sun i els va fer escoltar l'himne nacional durant les cerimònies religioses tibetanes i mongoles per al déu del llac Koku Nor. Algunes cites de l'Alcorà i els hadits van ser utilitzades pels musulmans per justificar el govern de Chiang Kai-shek a la Xina.

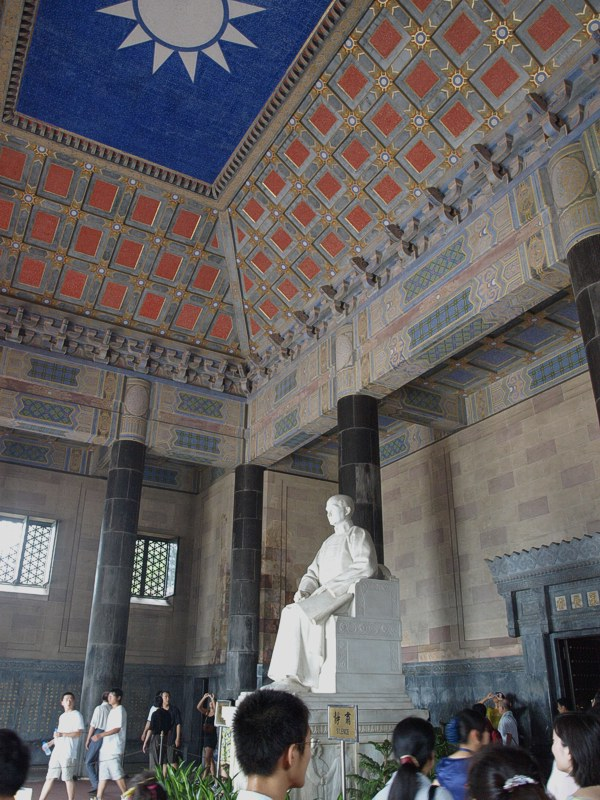
Estàtua al mausoleu de Nanquín, amb la bandera del Kuomintang al sostre.

### Pare de la pàtria
Sun Yat-sen continua sent l'únic líder xinès del segle xx a tenir una gran reputació tant a la Xina com a Taiwan. A Taiwan és vist com el pare de la República de la Xina, i és conegut pel nom a títol pòstum de Pare de la Pàtria, senyor Sun Zhongshan (en xinès:  国父 孙中山 先生, on l'espai d'un caràcter és un símbol tradicional d'homenatge). La seva imatge encara es troba gairebé sempre als llocs cerimonials, presidint les sales oficials i les aules de les escoles públiques des de primària fins a batxillerat, i apareix a les noves monedes.

### Precursor de la revolució
A la Xina continental, Sun també és vist com un nacionalista xinès i proto-socialista, i està molt ben considerat com el precursor de la revolució (革命 先行者). Fins i tot se l'esmenta pel seu nom al preàmbul de la Constitució de la República Popular de la Xina. En els últims anys, el lideratge del Partit Comunista de la Xina ha invocat Sun cada cop més, en part com una forma de reforçar la del nacionalisme xinès en vista de la reforma econòmica xinesa i en part per augmentar les connexions amb els partidaris del Kuomintang a Taiwan, que la Xina veu com aliats contra la independència de Taiwan. El mausoleu de Sun Yat-sen va ser una de les primeres parades fetes tant pels líders del Guomindang com els del Qinmindang a la seva visita a la Xina continental el 2005. Un enorme retrat de Sun continua present a la plaça de Tiananmen en la festa de maig i el Dia Nacional.

## Galeria

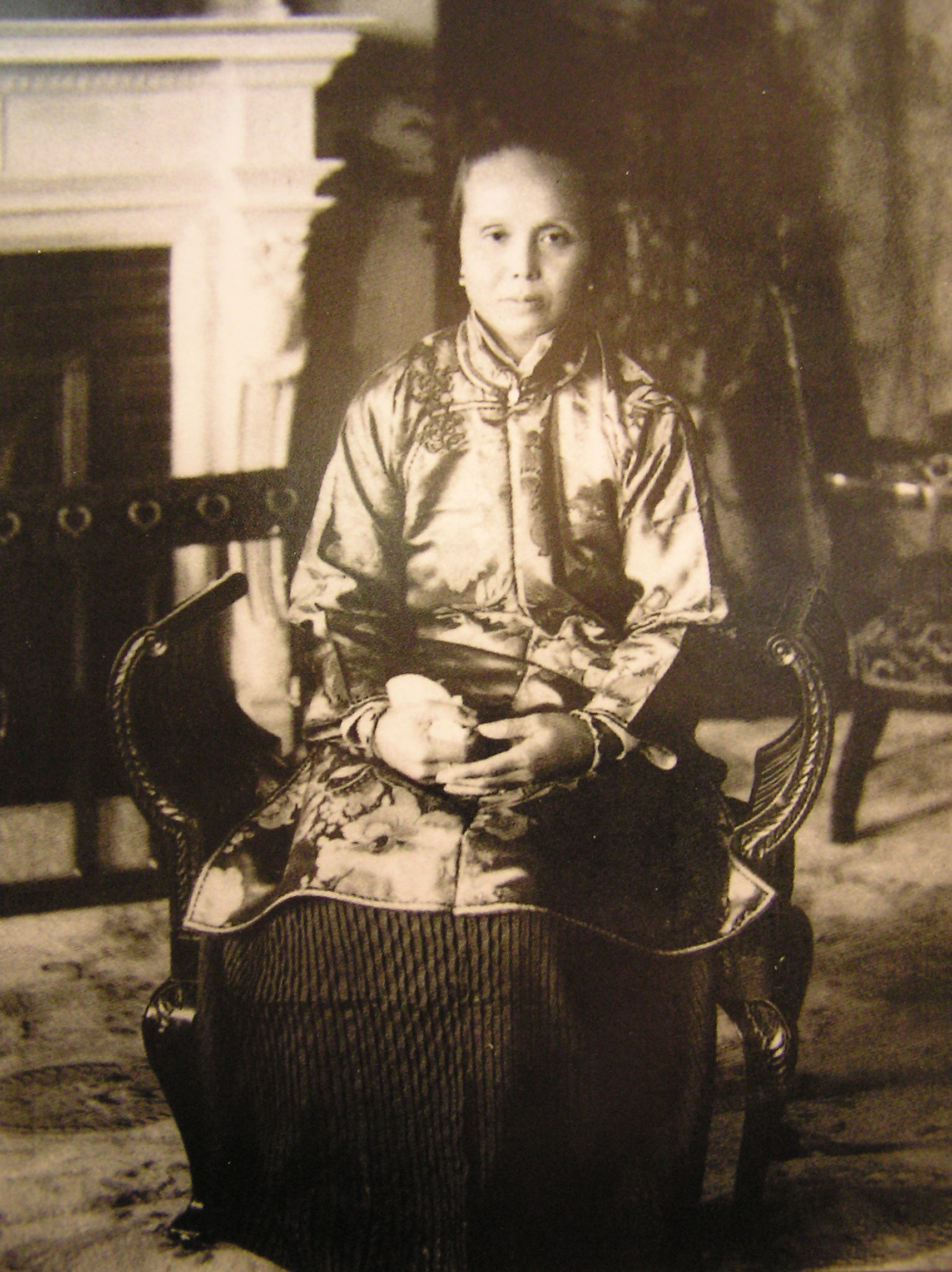
Lu Muzhen (1867-1952), La primera esposa de Sun des de 1885 fins a 1915
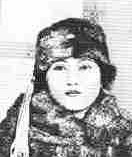
La tercera esposa de Sun, Soong Ching-ling (1893-1981) amb Sun el 1924.
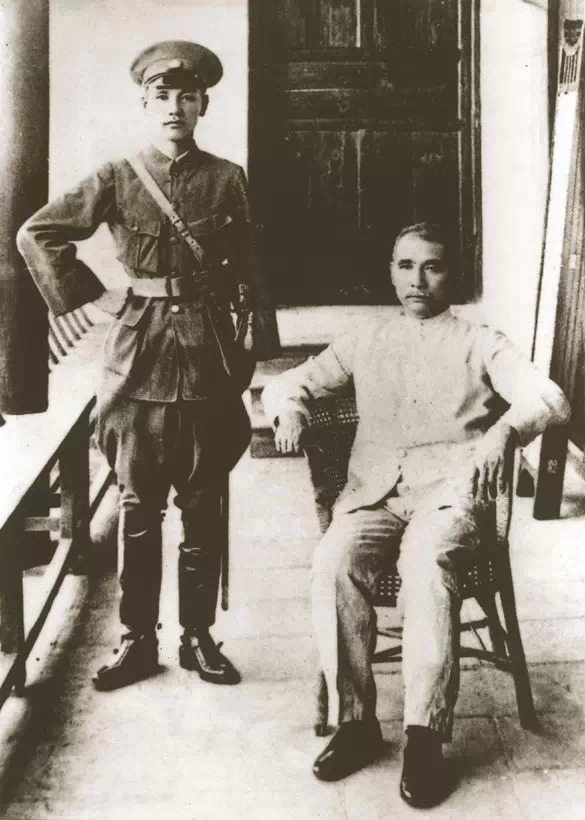
Sun Yat-sen i Chiang Kai-shek